# Kpota
Kpota est l'un des dix arrondissements de la commune d'Agbangnizoun dans le département du Zou au centre du Bénin.

## Géographie

### Localisation
L'arrondissement de Kpota est situé au Sud-Ouest de la commune d'Agbangnizoun.

### Administration
Sur les cinquante-trois villages et quartiers de ville que compte la commune d'Agbangnizoun, l'arrondissement de Kpota en groupe 05 villages. Il s'agit de : 
- Ahouakamè
- Akodébakou
- Hagbladou
- Kpota
- Zounmè

## Démographie
Selon le recensement de la population de 2013 conduit par l'Institut national de la statistique et de l'analyse économique (INSAE), Kpota compte 4737 habitants.